# Pühalepa

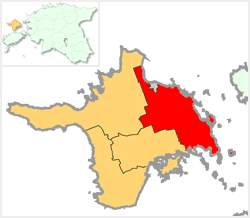
Localização de Pühalepa

Pühalepa é um município rural na região de Hiiu, no nordeste da Estônia. O centro administrativo do município (em estoniano: küla) é a localidade de Tempa, no leste da ilha de Hiiumaa.

## Geografia
O município possui 255 km² de superfície. Sua população é de 1.711 habitantes (cenco de 2007). Tem uma densidade demográfica de 6,71 hab./km².

## Localidades
O município compreende 46 localidades:
- Ala
- Aruküla
- Hagaste
- Harju
- Hausma
- Hellamaa
- Heltermaa
- Hiiessaare
- Hilleste
- Kalgi
- Kerema
- Kukka
- Kuri
- Kõlunõmme
- Leerimetsa
- Linnumäe
- Loja
- Lõbembe
- Lõpe
- Määvli
- Nõmba
- Nõmme
- Palade
- Paluküla
- Partsi
- Pilpaküla
- Prählamäe
- Puliste
- Pühalepa
- Reikama
- Sakla
- Salinõmme
- Sarve
- Soonlepa
- Suuremõisa
- Suuresadama
- Sääre
- Tammela
- Tareste
- Tubala
- Undama
- Vahtrepa
- Valipe
- Viilupi
- Vilivalla
- Värssu